# مسابقه حلزون

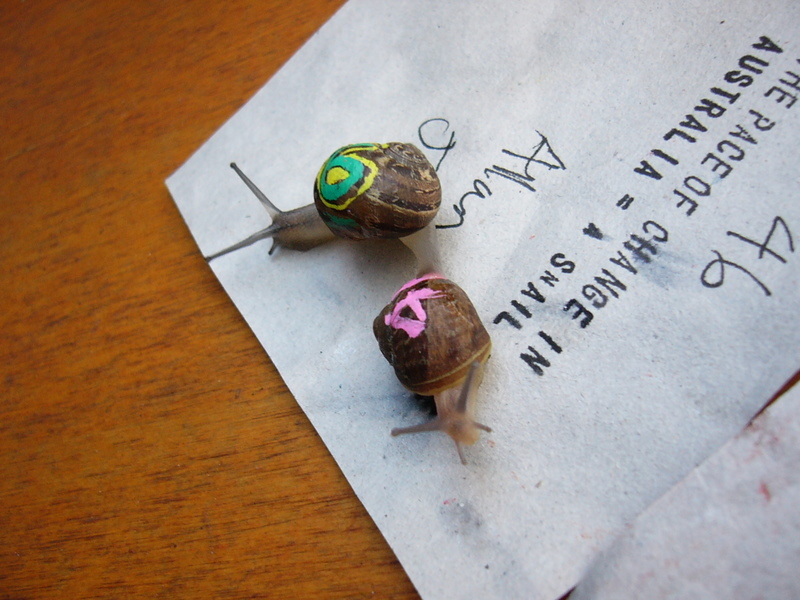

مسابقه حلزون نوعی سرگرمی است که در آن دو یا چندین حلزون خاکی با یکدیگر به مسابقه می‌پردازند. معمولاً از حلزون باغچه در این مسابقات استفاده می‌شود. مسابقات حلزون در جشنواره‌های زیادی در سراسر جهان برگزار می‌شوند؛ اما بیش‌تر این مسابقات در کشور انگلستان برگزار می‌شوند.

یک مسابقه حلزون معمولاً درون محیطی دایره‌ای شکل انجام می‌شود و حلزون‌ها از مرکز این دایره به سمت بیرون شروع به حرکت می‌کنند. شعاع این دایره به صورت سنتی حدود ۳۳ تا ۳۶ سانتی‌متر است. شماره مخصوص هر حلزون نیز روی صدف آن نوشته می‌شوند.